# Młyn Zamkowy
Młyn Zamkowy w Słupsku (hist. młyn miejski, niem. Stadtmühle) – najstarszy zachowany obiekt przemysłowy w Polsce, wybudowany na posesji książęcej jako młyn wodny w pierwszej połowie XIV wieku, jeszcze przed wzniesieniem zamku. Początkowo spełniał funkcję spichlerza, o czym świadczą jego duże rozmiary oraz małe i wąskie okienka typu spichlerzowego. Przebudowany na początku XVI w., a następnie w latach 1863, 1880 i na początku XX w. W latach 1965–1968 w młynie przeprowadzono prace konserwatorskie, przystosowując budynek do celów muzealnych. Obecnie młyn mieści ekspozycję i pracownię Działu Etnograficznego Muzeum Pomorza Środkowego.

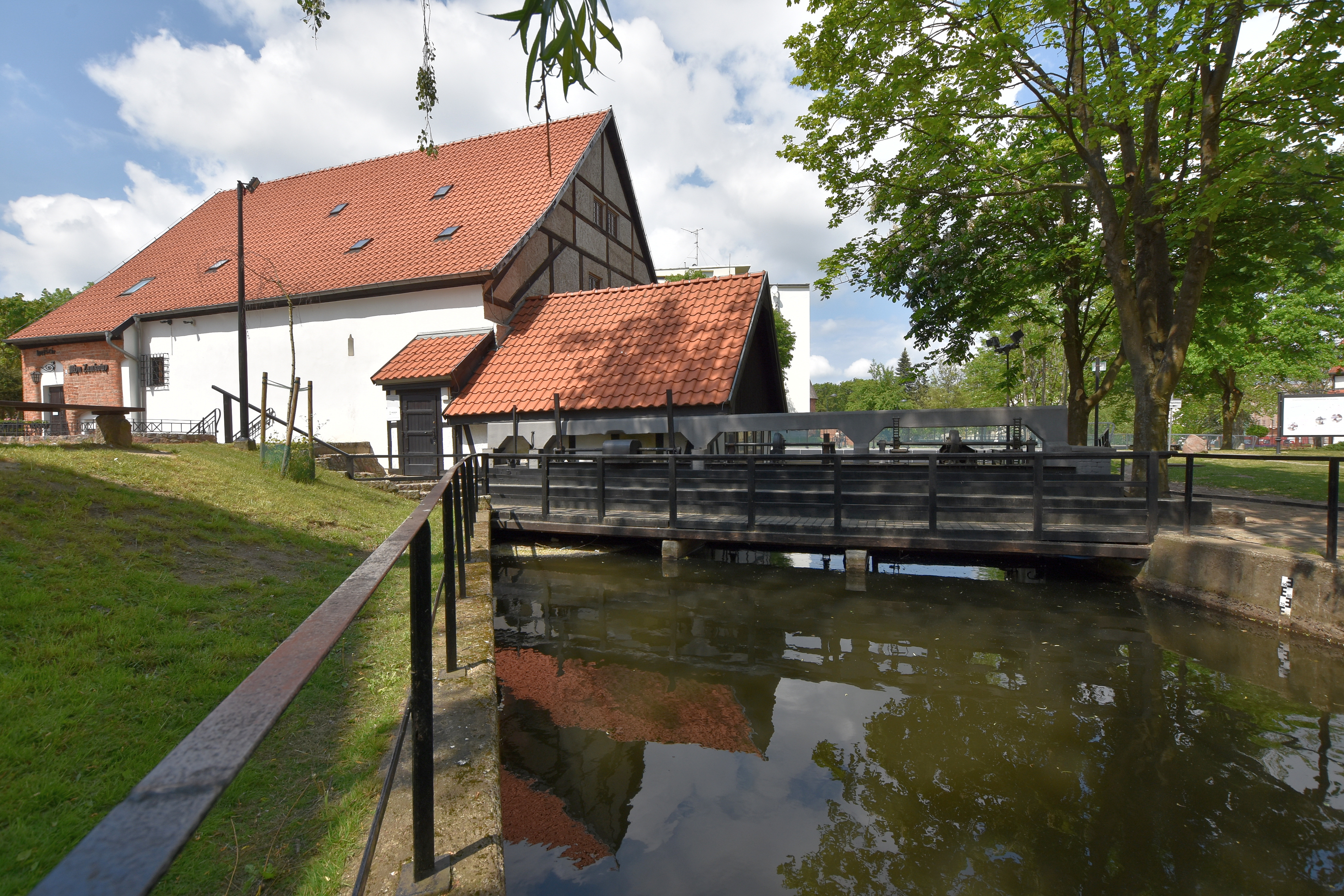
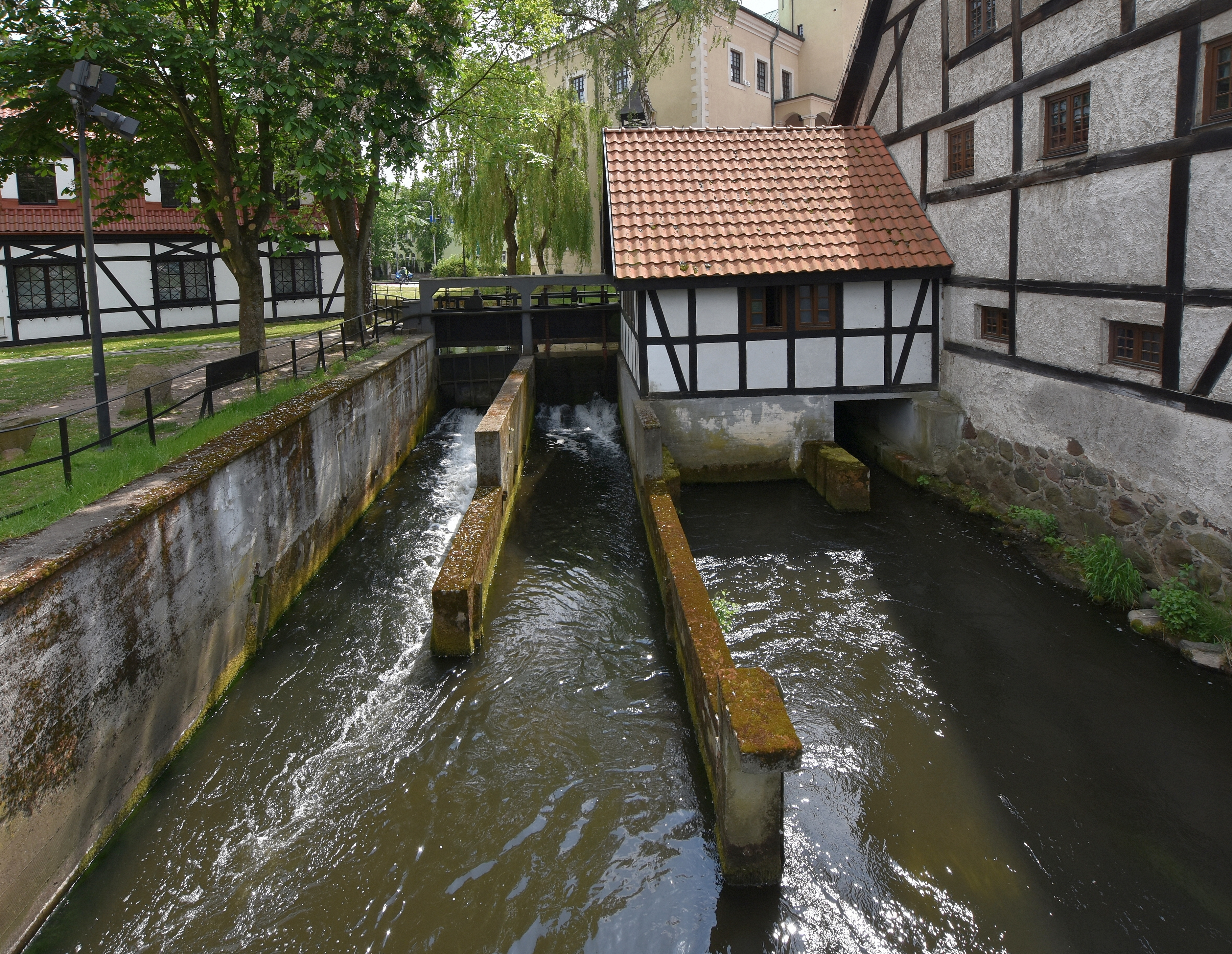
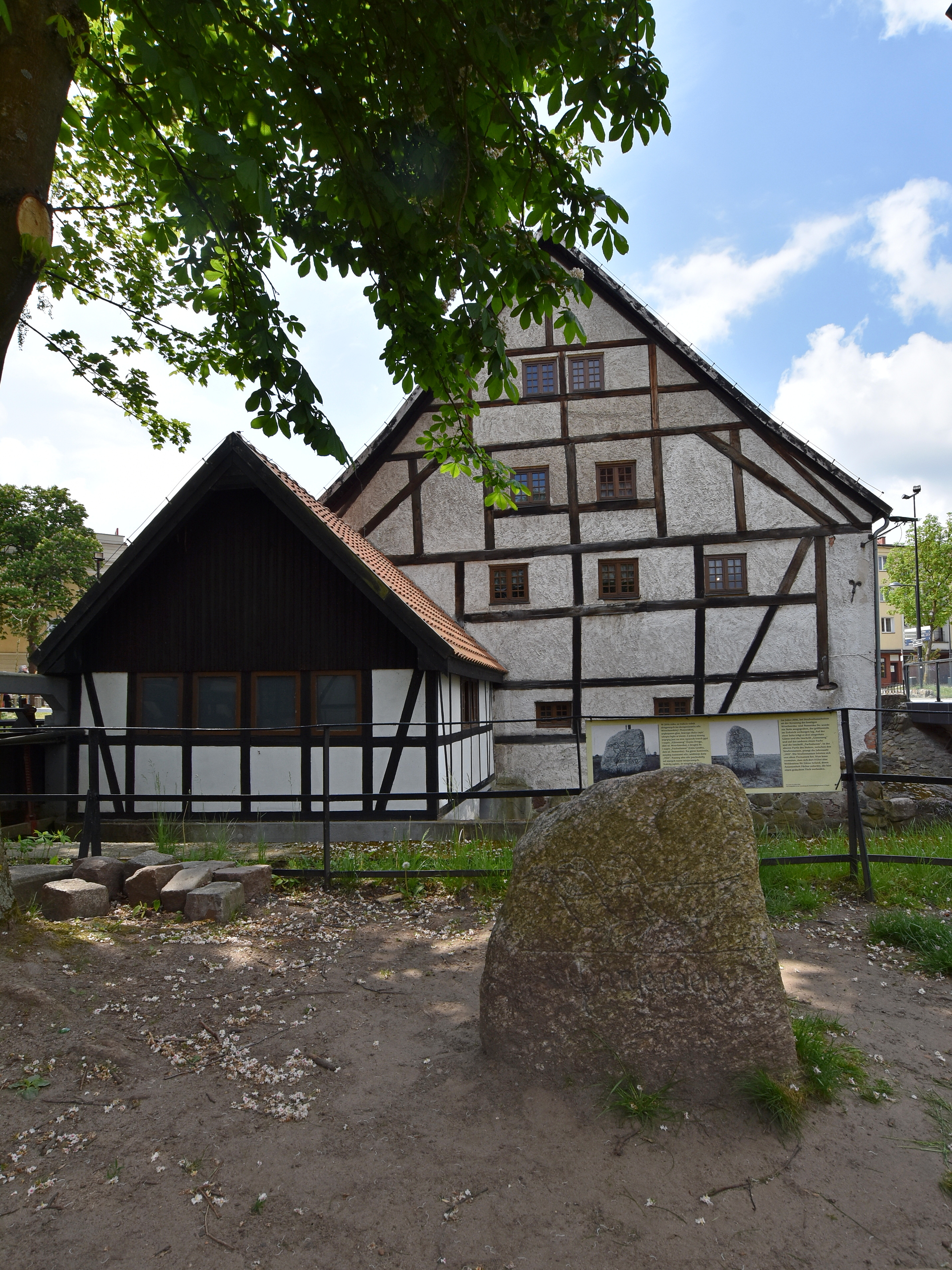